# Koboltgrönt

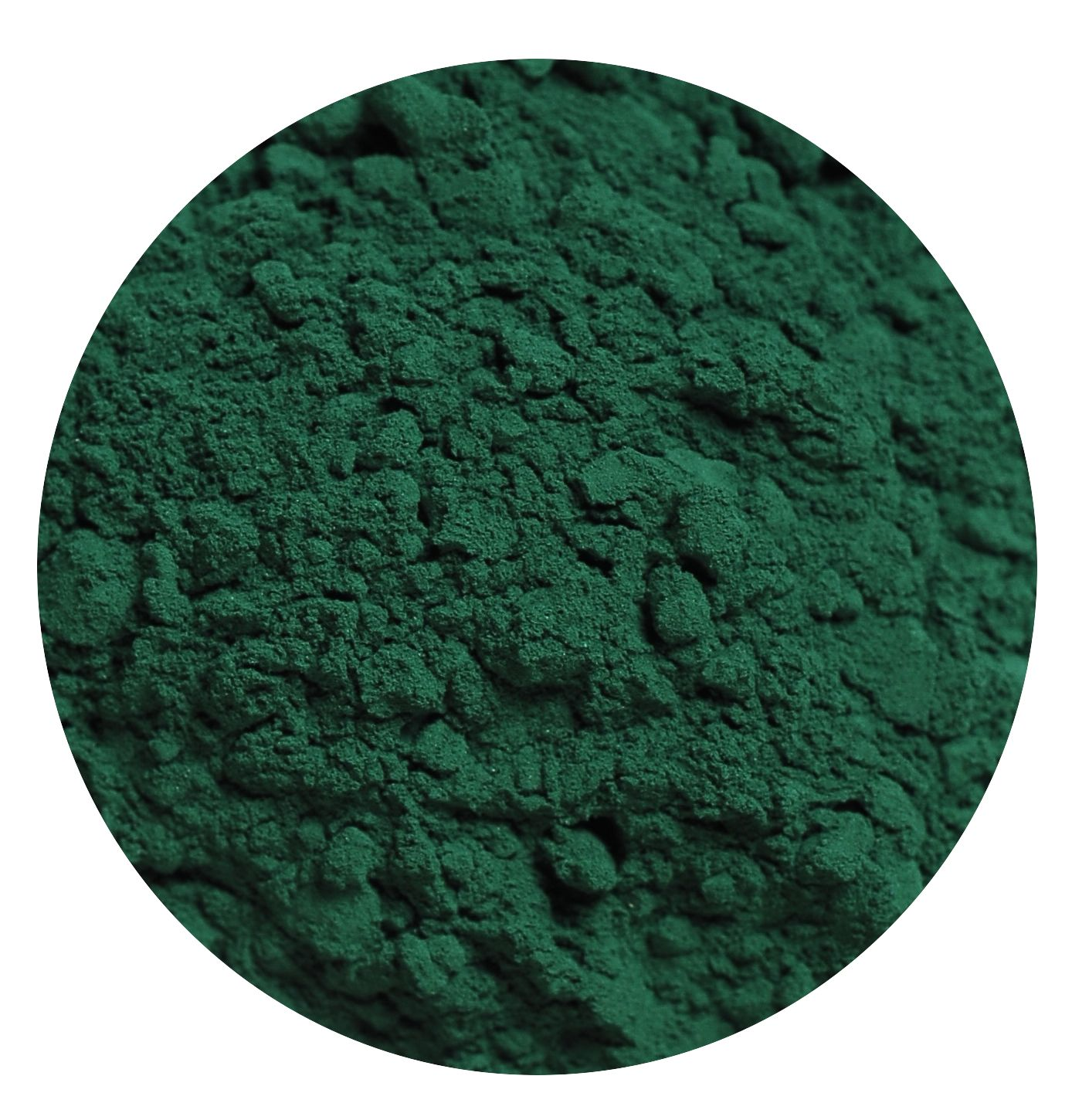
"Koboltgrönt"
av ospecificerat slag.

Koboltgrönt är ett vanligt namn på några gröna pigment innehållande kobolt.

## Pigment Green 19
C.I. Pigment Green 19 (77335), även Rinmans grönt, zinkgrönt eller sachsiskt grönt, är ett halvtransparent pigment med en omättad grön färg som ofta drar åt blått, men det finns varianter som drar åt gult. Det består av en fast lösning av kobolt(II)-oxid (CoO) och zinkoxid (ZnO).
Det kan framställas genom att en lösning av en blandning av zinksulfat och koboltsulfat fälls med natriumkarbonat, och därefter torkas och glödgas fällningen. Den erhållna pastan är olöslig i vatten och de flesta petroleumbaserade lösningsmedlen. Pigmentet togs fram och beskrevs 1780 av Sven Rinman, en svensk metallurg.

## Pigment Green 26
C.I. Pigment Green 26 (77344) är ett opakt pigment med en omättad, blågrön färg. Det består av koboltkromit, CoCr2O4, som framställs vid kalcinering i hög temperatur. Det bildar kristaller med spinellstruktur, vilket gör att kobolt här inte har tillräcklig biotillgänglighet för att det ska anses giftigt.

## Pigment Green 50
C.I. Pigment Green 50 (77377), är ett halvopakt pigment som kan ge en intensiv, klar blågrön färg, men även har omättade och mer neutralt gröna varianter. Det består av kobolttitanat, Co2TiO4. Likt PG26 här ovan, utgörs det av stabila spinellkristaller bildade vid kalcinering i hög temperatur, där kobolt inte föreligger i en form som är giftig.